# Доња Речица
Доња Речица је насељено место града Прокупља у Топличком округу. Према попису из 2022. било је 297 становника (према попису из 1991. било је 491 становника).

## Демографија
У насељу Доња Речица живи 337 пунолетних становника, а просечна старост становништва износи 47,8 година (44,7 код мушкараца и 51,5 код жена). У насељу има 141 домаћинство, а просечан број чланова по домаћинству је 2,79.
Ово насеље је великим делом насељено Србима (према попису из 2002. године), а у последња три пописа, примећен је пад у броју становника.
|  |

| Демографија | Демографија | Демографија |
| Година      | Становника  | Становника  |
| ----------- | ----------- | ----------- |
| 1948.       | 838         |             |
| 1953.       | 868         |             |
| 1961.       | 820         |             |
| 1971.       | 699         |             |
| 1981.       | 590         |             |
| 1991.       | 491         | 490         |
| 2002.       | 394         | 398         |

| Етнички састав према попису из 2002.‍ | Етнички састав према попису из 2002.‍ | Етнички састав према попису из 2002.‍ | Етнички састав према попису из 2002.‍ | Етнички састав према попису из 2002.‍ |
| ------------------------------------ | ------------------------------------ | ------------------------------------ | ------------------------------------ | ------------------------------------ |
|                                      |                                      |                                      |                                      |                                      |
| Срби                                 | Срби                                 |                                      | 374                                  | 94,92%                               |
| Роми                                 | Роми                                 |                                      | 15                                   | 3,80%                                |
| непознато                            | непознато                            |                                      | 4                                    | 1,01%                                |

| Година пописа     | 1948. | 1953. | 1961. | 1971. | 1981. | 1991. | 2002. |
| ----------------- | ----- | ----- | ----- | ----- | ----- | ----- | ----- |
| Број домаћинстава | 139   | 148   | 173   | 169   | 164   | 154   | 141   |

| Број чланова      | 1  | 2  | 3  | 4  | 5  | 6  | 7 | 8 | 9 | 10 и више | Просек |
| ----------------- | -- | -- | -- | -- | -- | -- | - | - | - | --------- | ------ |
| Број домаћинстава | 33 | 49 | 16 | 16 | 14 | 10 | 3 | 0 | 0 | 0         | 2,79   |

| Пол    | Укупно | Неожењен/Неудата | Ожењен/Удата | Удовац/Удовица | Разведен/Разведена | Непознато |
| ------ | ------ | ---------------- | ------------ | -------------- | ------------------ | --------- |
| Мушки  | 179    | 37               | 120          | 18             | 2                  | 2         |
| Женски | 165    | 10               | 114          | 36             | 2                  | 3         |
| УКУПНО | 344    | 47               | 234          | 54             | 4                  | 5         |

| Пол    | Укупно                    | Пољопривреда, лов и шумарство | Рибарство                            | Вађење руде и камена | Прерађивачка индустрија       |
| ------ | ------------------------- | ----------------------------- | ------------------------------------ | -------------------- | ----------------------------- |
| Мушки  | 82                        | 47                            | 0                                    | 0                    | 10                            |
| Женски | 43                        | 31                            | 0                                    | 0                    | 3                             |
| УКУПНО | 125                       | 78                            | 0                                    | 0                    | 13                            |
| Пол    | Производња и снабдевање   | Грађевинарство                | Трговина                             | Хотели и ресторани   | Саобраћај, складиштење и везе |
| Мушки  | 0                         | 3                             | 2                                    | 0                    | 0                             |
| Женски | 0                         | 0                             | 1                                    | 0                    | 0                             |
| УКУПНО | 0                         | 3                             | 3                                    | 0                    | 0                             |
| Пол    | Финансијско посредовање   | Некретнине                    | Државна управа и одбрана             | Образовање           | Здравствени и социјални рад   |
| Мушки  | 0                         | 0                             | 2                                    | 5                    | 2                             |
| Женски | 0                         | 0                             | 0                                    | 2                    | 1                             |
| УКУПНО | 0                         | 0                             | 2                                    | 7                    | 3                             |
| Пол    | Остале услужне активности | Приватна домаћинства          | Екстериторијалне организације и тела | Непознато            | Непознато                     |
| Мушки  | 0                         | 0                             | 0                                    | 11                   | 11                            |
| Женски | 0                         | 0                             | 0                                    | 5                    | 5                             |
| УКУПНО | 0                         | 0                             | 0                                    | 16                   | 16                            |